# Segling vid olympiska sommarspelen 2012
Segling vid olympiska sommarspelen 2012 arrangerades mellan den 28 juli och 11 augusti 2012 vid Isle of Portland i Storbritannien.

## Medaljsammanfattning

### Damer
| Gren                  | Guld                                                 | Guld                                                 | Silver                                             | Silver                                             | Brons                                              | Brons                                              |
| --------------------- | ---------------------------------------------------- | ---------------------------------------------------- | -------------------------------------------------- | -------------------------------------------------- | -------------------------------------------------- | -------------------------------------------------- |
| RS:X detaljer         | Marina Alabau Neira Spanien                          | Marina Alabau Neira Spanien                          | Tuuli Petäjä Finland                               | Tuuli Petäjä Finland                               | Zofia Klepacka Polen                               | Zofia Klepacka Polen                               |
| Laser Radial detaljer | Xu Lijia Kina                                        | Xu Lijia Kina                                        | Marit Bouwmeester Nederländerna                    | Marit Bouwmeester Nederländerna                    | Evi Van Acker Belgien                              | Evi Van Acker Belgien                              |
| 470 detaljer          | Nya Zeeland Jo Aleh Olivia Powrie                    | Nya Zeeland Jo Aleh Olivia Powrie                    | Storbritannien Hannah Mills Saskia Clark           | Storbritannien Hannah Mills Saskia Clark           | Nederländerna Lisa Westerhof Lobke Berkhout        | Nederländerna Lisa Westerhof Lobke Berkhout        |
| Matchracing detaljer  | Spanien Támara Echegoyen Ángela Pumariega Sofía Toro | Spanien Támara Echegoyen Ángela Pumariega Sofía Toro | Australien Olivia Price Nina Curtis Lucinda Whitty | Australien Olivia Price Nina Curtis Lucinda Whitty | Finland Silja Lehtinen Silja Kanerva Mikaela Wulff | Finland Silja Lehtinen Silja Kanerva Mikaela Wulff |

### Herrar
| Gren               | Guld                                   | Guld                                   | Silver                                      | Silver                                      | Brons                                       | Brons                                       |
| ------------------ | -------------------------------------- | -------------------------------------- | ------------------------------------------- | ------------------------------------------- | ------------------------------------------- | ------------------------------------------- |
| RS:X detaljer      | Dorian van Rijsselberghe Nederländerna | Dorian van Rijsselberghe Nederländerna | Nick Dempsey Storbritannien                 | Nick Dempsey Storbritannien                 | Przemysław Miarczyński Polen                | Przemysław Miarczyński Polen                |
| Laser detaljer     | Tom Slingsby Australien                | Tom Slingsby Australien                | Pavlos Kontides Cypern                      | Pavlos Kontides Cypern                      | Rasmus Myrgren Sverige                      | Rasmus Myrgren Sverige                      |
| 470 detaljer       | Australien Mathew Belcher Malcolm Page | Australien Mathew Belcher Malcolm Page | Storbritannien Luke Patience Stuart Bithell | Storbritannien Luke Patience Stuart Bithell | Argentina Lucas Calabrese Juan de la Fuente | Argentina Lucas Calabrese Juan de la Fuente |
| Starbåt detaljer   | Sverige Fredrik Lööf Max Salminen      | Sverige Fredrik Lööf Max Salminen      | Storbritannien Iain Percy Andrew Simpson    | Storbritannien Iain Percy Andrew Simpson    | Brasilien Robert Scheidt Bruno Prada        | Brasilien Robert Scheidt Bruno Prada        |
| Finnjolle detaljer | Ben Ainslie Storbritannien             | Ben Ainslie Storbritannien             | Jonas Høgh-Christensen Danmark              | Jonas Høgh-Christensen Danmark              | Jonathan Lobert Frankrike                   | Jonathan Lobert Frankrike                   |

### Öppna klasser
| Gren          | Guld                                     | Guld                                     | Silver                               | Silver                               | Brons                               | Brons                               |
| ------------- | ---------------------------------------- | ---------------------------------------- | ------------------------------------ | ------------------------------------ | ----------------------------------- | ----------------------------------- |
| 49er detaljer | Australien Nathan Outteridge Iain Jensen | Australien Nathan Outteridge Iain Jensen | Nya Zeeland Peter Burling Blair Tuke | Nya Zeeland Peter Burling Blair Tuke | Danmark Allan Nørregaard Peter Lang | Danmark Allan Nørregaard Peter Lang |

Denna tabell: visa • redigera

## Medaljtabell
| Pl.    | Nation         | Guld | Silver | Brons | Totalt |
| ------ | -------------- | ---- | ------ | ----- | ------ |
| 1      | Australien     | 3    | 1      | 0     | 4      |
| 2      | Spanien        | 2    | 0      | 0     | 2      |
| 3      | Storbritannien | 1    | 4      | 0     | 5      |
| 4      | Nederländerna  | 1    | 1      | 1     | 3      |
| 5      | Nya Zeeland    | 1    | 1      | 0     | 2      |
| 6      | Sverige        | 1    | 0      | 1     | 2      |
| 7      | Kina           | 1    | 0      | 0     | 1      |
| 8      | Danmark        | 0    | 1      | 1     | 2      |
| 8      | Finland        | 0    | 1      | 1     | 2      |
| 10     | Cypern         | 0    | 1      | 0     | 1      |
| 11     | Polen          | 0    | 0      | 2     | 2      |
| 12     | Argentina      | 0    | 0      | 1     | 1      |
| 12     | Belgien        | 0    | 0      | 1     | 1      |
| 12     | Brasilien      | 0    | 0      | 1     | 1      |
| 12     | Frankrike      | 0    | 0      | 1     | 1      |
| Totalt | Totalt         | 10   | 10     | 10    | 30     |